# John Attard-Montalto
John Attard-Montalto (ur. 7 lutego 1953 w Sliemie) – maltański polityk i prawnik, były minister i deputowany krajowy, poseł do Parlamentu Europejskiego.

## Życiorys
W 1974 uzyskał licencjat z historii, a w 1979 stopień doktora prawa na Uniwersytecie Maltańskim. Praktykował jako prawnik z uprawnieniami notariusza. Od 1987 do 2004 sprawował mandat posła do Izby Reprezentantów (wybierany pięciokrotnie z rzędu). Przez około 10 lat zasiadał w Zgromadzeniu Parlamentarnym Rady Europy. W latach 1996–1998 sprawował urząd ministra przemysłu i spraw gospodarczych. Prowadzi wykłady na Uniwersytecie Maltańskim, za opublikowaną książkę The Nobles of Malta otrzymał krajową nagrodę literacką.
Od maja do lipca 2004 był posłem do PE V kadencji. W wyborach w 2004 uzyskał mandat deputowanego do Parlamentu Europejskiego VI kadencji z ramienia Partii Pracy. W wyborach w 2009 skutecznie ubiegał się o reelekcję.